# Pseudorhiza
Pseudorhiza là một chi thực vật có hoa trong họ Lan.